# Friedrich Hesser, Maschinenfabrik
Die Friedrich Hesser, Maschinenfabrik (später: Fr. Hesser Maschinenfabrik AG) war ein Maschinenbauunternehmen, das auf die Produktion von Verpackungsmaschinen spezialisiert war und sich dabei zu einem führenden Unternehmen entwickelte. Firmensitz war Cannstatt, heute Stadtbezirk der Landeshauptstadt Stuttgart.

## Geschichte

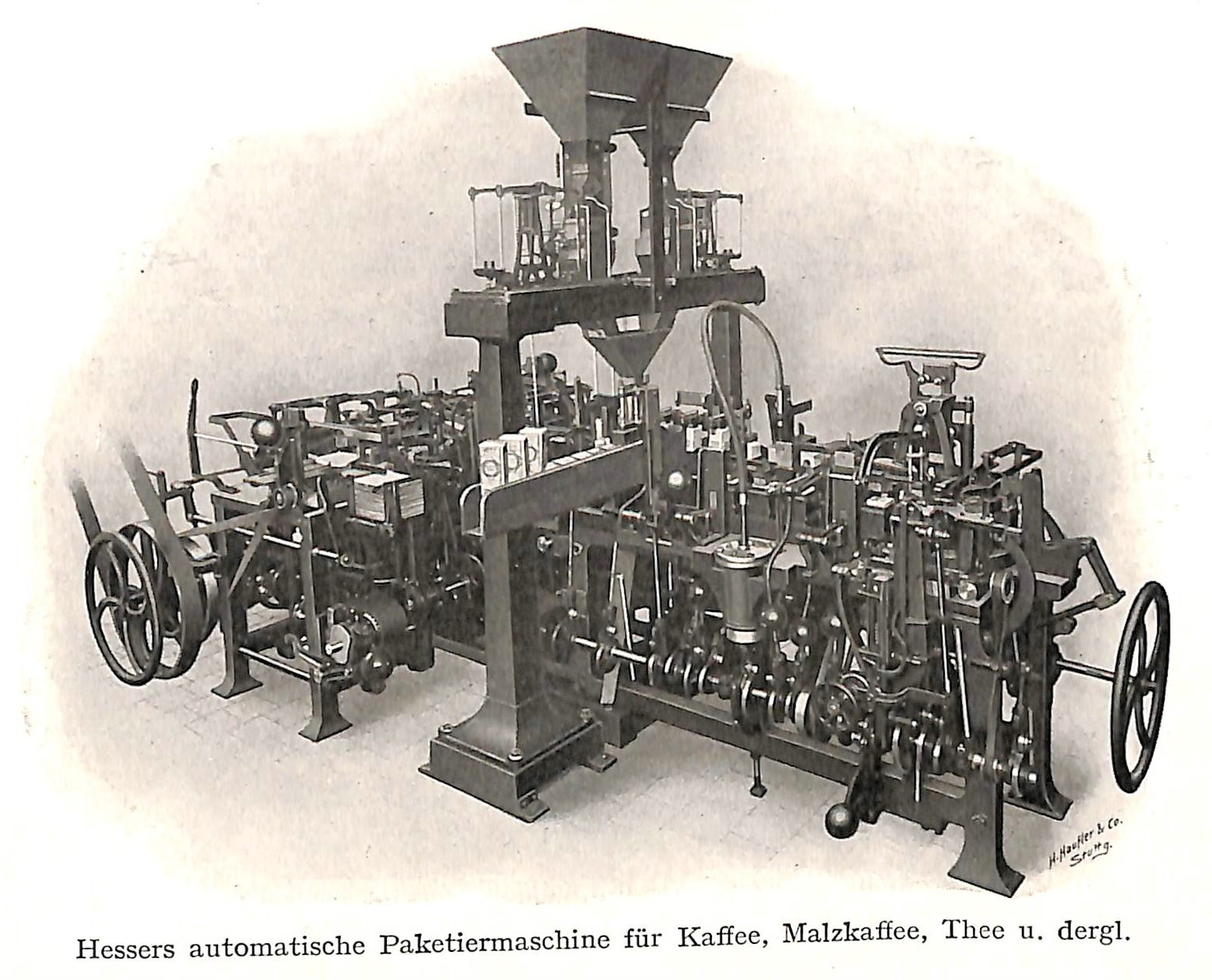
Verpackungsmaschine (1913)

1861 gründeten Modellschreinermeister Friedrich Hesser und Mechaniker Karl Geiger (Schwager) eine Werkstätte, in der Falzmaschinen zur Produktion von Briefumschlägen hergestellt wurden. Der Betrieb firmierte zunächst als „Geiger & Hesser“, ab 1862 als „Hesser“. Der ursprünglich als Flaschner im Stuttgarter Westen tätige Hesser erhielt die Anregung zum Falzmaschinenbau von Eugen Lemppenau, einem Briefbögen- und Umschlägehersteller. Diesem waren die Gummierungskosten zu kostspielig geworden, weshalb er Hesser zur Herstellung einer Falzmaschine beauftragte. 1868 zog der Betrieb nach Bad Cannstatt (Gegend des heutigen Cannstatter Carrés). 1878 schied Karl Geiger aus, weshalb der Betrieb nunmehr als „Friedrich Hesser, Maschinenfabrik“ fortbestand.
Ab 1882 wurde das Produktionssortiment auf Hülsenmaschinen für Zichorien sowie Tüten- und Beutelmaschinen erweitert, um sich auf neue Marktgegebenheiten einzustellen. Die Wirtschaftsflaute des Jahres 1885 erforderte erneutes Umdenken, weshalb automatische Paketiermaschinen in Produktion gingen. Dies machte das Unternehmen unanfälliger für Krisensituationen, zudem lag darin eine Marktinnovation. Ab 1899 wurden Doppelpaketmaschinen produziert, bis 1911 die erste vollautomatische Verpackungsmaschine Marktreife erlangte. Wirtschaftlicher Erfolg stellte sich durch die Produktion einfacher und gefütterter Kreuzbodenbeutel ein. Otto Hesser, Sohn des Gründers, firmierte im gleichen Jahr zu einer AG um. Mit dem Beteiligungskapital konnte 1934 die in Stuttgart-Münster ansässige Maschinenfabrik Carl Drohmann aufgekauft werden, womit die Produktion um kleinere, einfachere Verpackungsmaschinen erweitert werden konnte. Spezialität der Firma Drohmann war die Herstellung von „Blockbeutelmaschinen“, die die Notwendigkeit der Handarbeit bei Beutelfutter- und -bodenbearbeitungen zurückzudrängen vermochte. Zur Produktionspalette gehörten fortan noch Abfüllmaschinen.
Die Umstellung auf elektronisch gesteuerte Produktion führte zu einer Mehrheitsbeteiligung durch Bosch, die das Unternehmen 1974 vollends übernahm. Der Geschäftsbereich für Verpackungsmaschinen wurde 1982 von Bad Cannstatt nach Waiblingen verlegt, da die von der Vernickelungsfirma „Zeitler & Missel“ erworbenen Fabrikhallen den Ansprüchen an die Herstellung moderner Maschinen nicht mehr entsprachen. Das Unternehmen Syntegon, hervorgegangen aus der Bosch-Gruppe, produziert heute an mehr als 30 Standorten im In- und Ausland Verpackungs- und Prozesstechnik und hat seinen Hauptsitz noch immer in Waiblingen.